# تغییر کمبریج
تغییر کمبریج (به انگلیسی: Cambridge change) زمانی اتفاق می‌افتد که یک محمول P در مورد شیء O در این لحظه صادق باشد (شیکاگو در شمال من است) اما در مورد O در لحظه بعد صادق نباشد (شیکاگو در جنوب من است)، بدون این‌که ساختار مکانی و بدنی O تغییر کرده باشد. اما اگر در مورد یک شیء G بگوییم «من از آتلانتا به تورنتو نقل مکان کرده‌ام» در این صورت تفاوتی در ساختار G به‌ وجود آمده است که منطقاً تصویب گزاره اصلی را از صحیح به غیرصحیح ضروری می‌کند.

## تاریخچه
اصطلاح تغییر کمبریج توسط پیتر گیچ در اواخر دهه ۱۹۶۰ ابداع شد. فیلسوفان دانشگاه کمبریج، برتراند راسل و جی.ام.ای. مک تاگارت، از نمونه‌ تغییرات این‌چنینی در کار خود استفاده کردند.

## مثال
سال گذشته مری، که قدش ۱۶۵ سانتی‌متر بود، از پسر ۱۳ ساله‌اش جان، ۳ سانتی‌متر بلندتر بود. امروز مری ۲ سانتی‌متر کوتاه‌تر از پسر ۱۴ ساله‌اش است. مری دستخوش تغییر کمبریج شده‌است.
تغییر کمبریج که مری متحمل شده‌است شامل این واقعیت است که یک گزاره درست مربوط به سال گذشته او (قد بلندتر از جان) اکنون درست نیست، و یک محمولی که دربارهٔ سال گذشته او صادق نیست (کوتاه‌تر از جان) اکنون صادق است. اما تغییر در ارزش‌های صدق محمول‌ها بر اساس هیچ تغییری در قد او نیست. در مقابل، تغییر در ارزش حقیقت اظهارات سال گذشته و امسال در مورد قد جان نشان‌دهنده رشد اوست.
برخی از فیلسوفان پیشنهاد کرده‌اند که تغییر کمبریج تغییر در ویژگی‌های بیرونی یا رابطه‌ای یک فرد است. تغییرات واقعی شامل تغییرات ذاتی است.